# Massive Ordnance Air Blast bomb

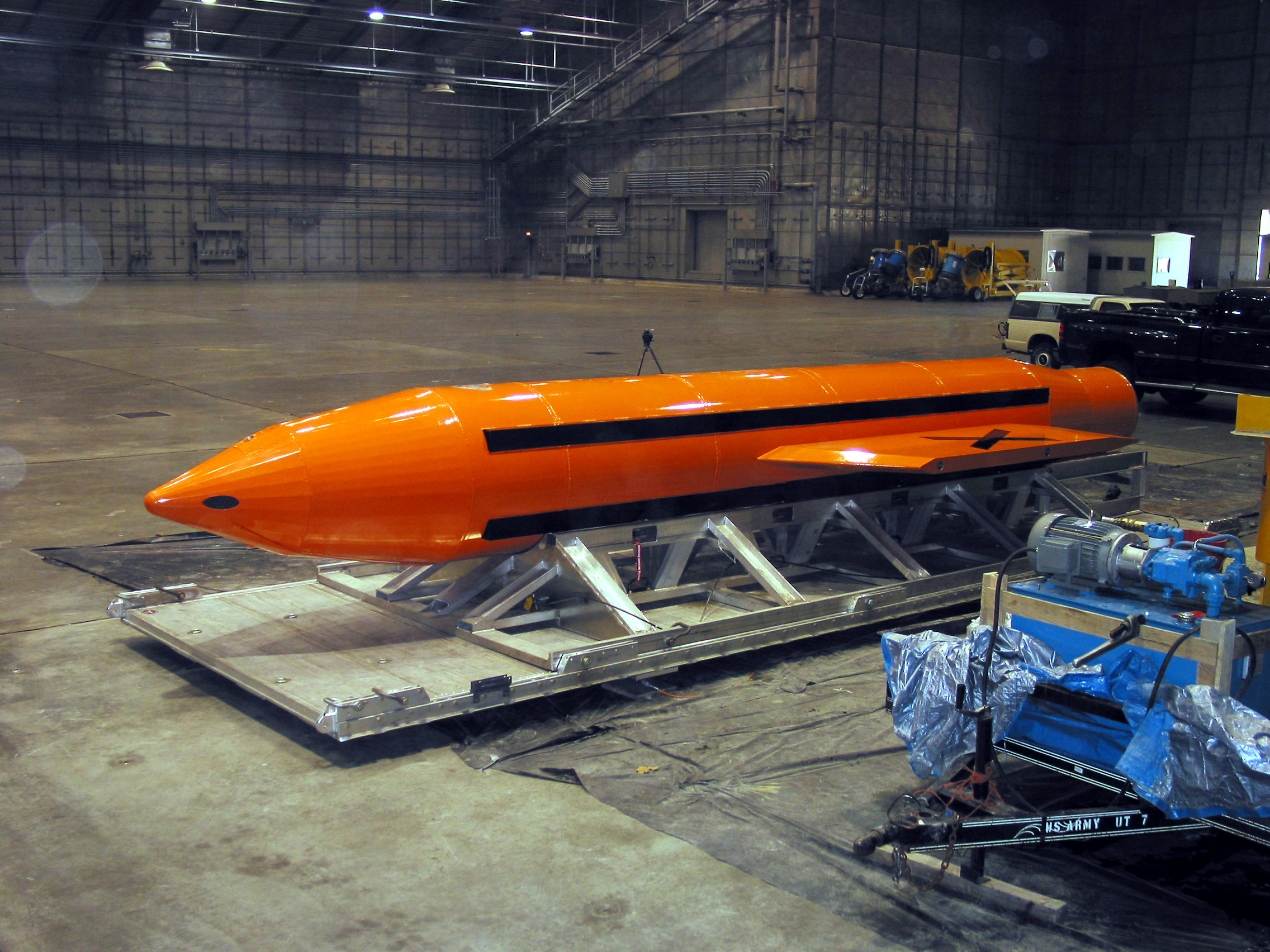
GBU-43/B MOAB

MOAB（モアブ、英: Massive Ordnance Air Blast、大規模爆風爆弾）、制式名称 GBU-43/B は、アメリカ空軍が開発した爆弾である。2017年1月現在、通常兵器としては史上最大の破壊力を持つとされる爆弾である。BLU-82/B（通称は「デイジーカッター」）の後継装備として開発された。
空軍内部では「全ての爆弾の母」を意味する「mother of all bombs」と呼ばれることもある。これはイラクの独裁者サダム・フセインが、かつて湾岸戦争を「全ての戦争の母」を意味する「mother of all battles」と呼んだことに因む。

## 概要

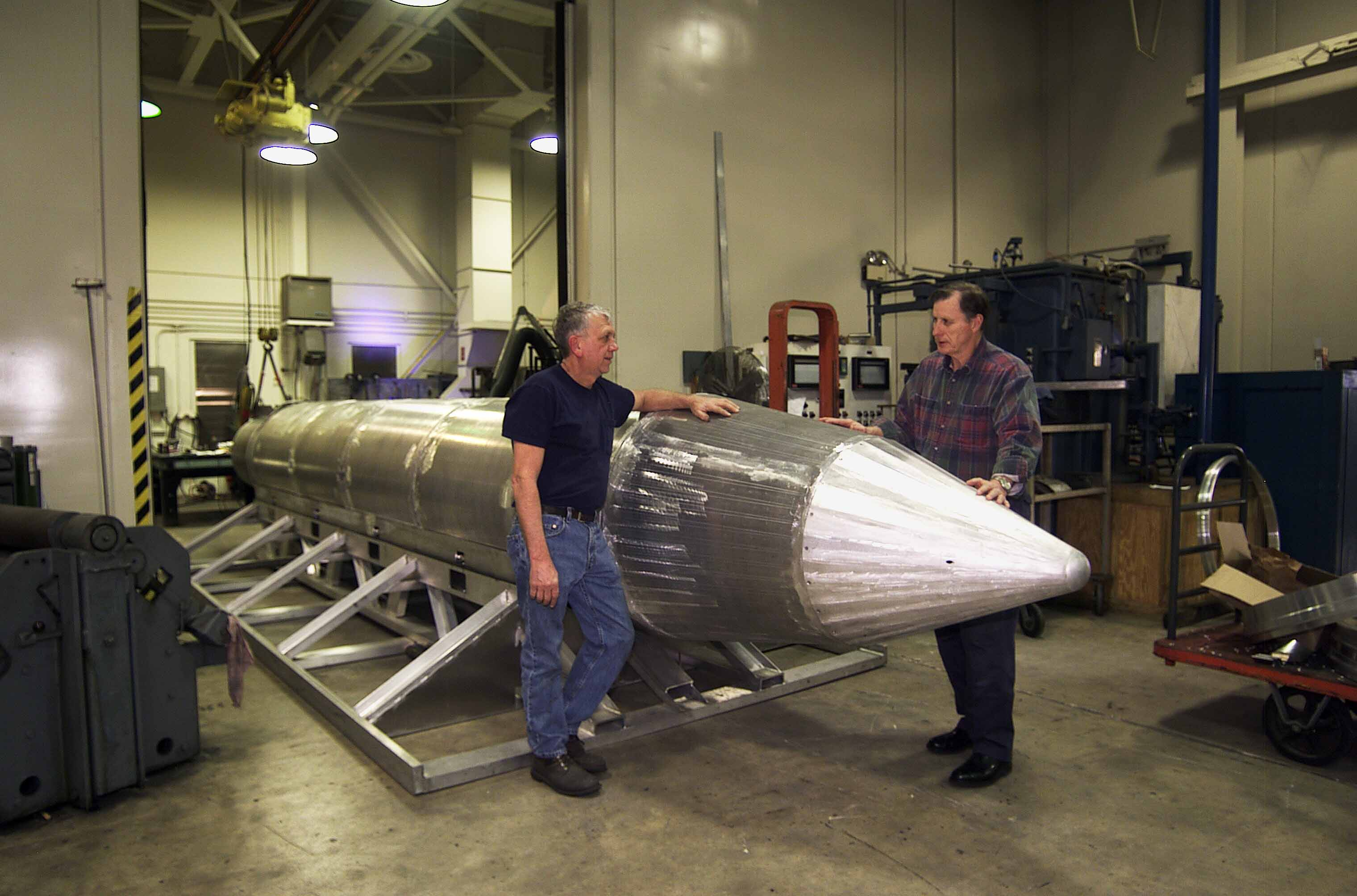
直径1mを超える非常に巨大な爆弾である

長さ約9.1 m、重さ約9,800 kgの航空機搭載爆弾で、8,482 kgの炸薬が収められているという。炸薬にはスラリー爆薬もしくはトリトナール（TNT 80%とアルミニウム粉末20%を混合したもの）と言われるが、成分は明らかにされていない。基本的な設計思想は、ベトナム戦争及びアフガニスタン侵攻で使用されたデイジーカッターと同様である。
大きさは、第二次世界大戦中に使用されたグランドスラムよりわずかに小さく、現有されている通常爆弾としては最大である。実地試験では、その凄まじい爆発のため、原子爆弾のようにキノコ雲が発生したという。
長さのある爆弾のためアメリカの戦略爆撃機でも搭載できず、C-130やC-17などの大型輸送機の後部貨物扉からMOABを載せたパレットごとパラシュートで引き出されて空中投下される。地上まで単純にパラシュートで降下するデイジーカッターと違い、パラシュートが付いたパレットから切り離された後はGPS誘導により展開した格子状のフィンで方向を制御して降下する誘導爆弾であるため、デイジーカッターよりは命中精度が高く、また高高度から投下できるため敵の対空砲火を浴びる危険性が少ない（無誘導爆弾にパラシュートを使用する場合、風に流されないようある程度投下高度を下げる必要がある）という利点がある。
MOABの開発後、ロシアではMOABの4倍の威力があるとされるサーモバリック爆弾、ATBIPが開発されたが、この爆弾にはMOABへの対抗心からか全ての爆弾の父というニックネームが付けられている。また、中国も核爆弾に次ぐ威力を持つ中国版MOABと称するサーモバリック爆弾を爆撃機のH-6K戦神で投下する実験を公開している。

## 開発・運用
MOABは、デイジーカッターの後継として、2002年に空軍研究所で開発が始まった。その後、航空宇宙・防衛企業であるダイネティクス社が参画。発案から設計図が完成するまで、3カ月程度の短さであったという。その後、2003年3月11日にフロリダ州のエグリン空軍基地で実地試験が行われ、11月にも試験が行われた。
しかし、2003年に始まったイラク戦争では、国防総省が「衝撃と畏怖」戦略の一環として対人兵器として使用することを勧め、1発のMOABが実戦配備されたが使用されなかった。
2017年4月13日、アフガニスタンのナンガルハール州アチン地区にあるISILのトンネル施設に、実戦において初めて使用されたことが、アメリカ国防総省によって発表された。この攻撃でISILの戦闘員とみられる90人以上が死亡した。この攻撃は地下要塞を複数持つ北朝鮮への牽制とメディアからは憶測された。

## 性能諸元
- 全長 9.14 m
- 直径 1.03 m
- 総重量 9,752 kg
- 炸薬量 8,482 kg